# Attila (группа)
Attila — американская метал-группа из Атланты. Группа известна своим необычным звучанием и быстрыми партиями вокалиста с речитативом, а также несерьёзными текстами о сексе и вечеринках, за которые она нередко подвергается критике. Сами участники называют свой стиль «Party Death Metal». На данный момент группой записано восемь студийных альбомов.

## История

### Формирование, ранние релизы иRage(2005—2011)
Крис «Фронз» Фронзак, Шон Хинан, Сэм Хэлкомб, Мэтт Бут и Крис Уилсон сформировали Attila в их родном городе Атланте в 2005 году, познакомившись друг с другом в их средней школе и через общих друзей. Фронтмен Крис назвал группу со ссылкой на Аттилу Гунна, с которым он столкнулся в книге. Вскоре после формирования группа стала четвёртой на Artery Foundation / Razor & Tie, Artery Recordings.
В 2007 году Attila самостоятельно выпустили демо-альбом Fallacy (а не со Statik Factory, вопреки распространенному мнению), а затем в 2008 году выпустили Soundtrack to a Party со Statik Factory, прежде чем подписать контракт с Artery Recordings. В свои ранние годы Attila гастролировала с Arsonists Get All The Girls, You Next Tuesday, Chelsea Grin, American Me и We are the End. Attila гастролировала с HED PE и Threat Signal с 3 марта по 10 апреля.
Attila подписали контракт с Artery Recordings в 2010 году и выпустили свой дебютный альбом с лейблом Rage 11 мая 2010 года. Группа записала, продюсировала, микшировала и освоила Rage со Стефаном Хоуксом из Interlace Audio в Портленде, штат Орегон. 8 октября 2010 года Attila выпустили музыкальное видео для одноимённого трека альбома «Rage». 13 мая 2010 года группа была объявлена в качестве поддержки хедлайн-тура Drop Dead, Gorgeous, «The Pyknic pArtery Tour», вместе с From First to Last, Sleeping with Sirens, Abandon All Ships, Woe is Me, For All Those Sleeping и Скарлетт О’Хара, начиная с 17 июля в Техасе и заканчивая в Лос-Анджелесе 20 августа.
19 августа 2010 года группа была объявлена в качестве поддержки тура по Северной Америке «Stick to Your Guns» с другими поддерживающими группами As Blood Runs Black, For the Fallen Dreams и Close Your Eyes с 1 октября в Аризоне и до 31-го в Калифорнии.
28 сентября 2010 года группа была объявлена в качестве поддержки тура Oceano’s "Contagion Across the Nation Tour с другими группами, Chelsea Grin, In the Midst of Lions и Monsters , который начался 5-го ноября в Мичигане и закончился 27-го в Иллинойсе.
6 мая 2011 года группа была объявлена в рамках «All Stars Tour 2011» вместе с Emmure, Alesana, Iwrestledabearonce, blessthefall, For Today, In This Moment, Born of Osiris, The Ghost Inside, After the Burial, For All Those Sleeping, Memphis May Fire, Motionless in White, Chelsea Grin и Sleeping with Sirens.

### Outlawed(2011—2012)
14 июля 2011 года группа объявила, что их следующий альбом Outlawed выйдет 16 августа на Artery Recordings и Razor & Tie. 25 июля 2011 года группа обнародовала трек-лист Outlawed и выпустила первый сингл с альбома «Payback» для потоковой передачи. 4 августа группа выпустила второй сингл «Smokeout», за которым последовало музыкальное видео для «Smokeout» 17 августа.
8 августа 2011 года группа была анонсирована в составе группы Alesana и Dance Gavin Dance «Rock Yourself to Sleep» под хэдлайнером с другими группами, выступающими в поддержку A Skylit Drive, I Set My Friends on Fire и A Loss for Words. 31 августа 2011 года группа была объявлена в качестве поддержки «Monster Energy Outbreak Tour 2012», озаглавленной «Asking Alexandria», и включала в себя такие же поддерживающие группы, как As I Lay Dying, Suicide Silence и Memphis May Fire.
18 сентября 2011 года группа была объявлена в качестве поддержки тура We Came As Romans «Take a Picture, It Will Last Longer», который начался 22 ноября и завершился 9 декабря, а другие исполнители выступят с Falling in Reverse, Sleeping With Sirens. и For All I Am
17 октября 2011 года Attila выпустили свое первое музыкальное видео с альбома «Payback». Attila выпустила лирическое видео для своей песни «Another Round» 9 июля 2012 года, и ещё одно лирическое видео для своей песни «Nasty Mouth» 2 октября 2012 года. 30 октября 2012 года Аттила выпустила новый сингл « Party with the Devil» и перезаписанная версия "Soda in the Water Cup " из альбома Soundtrack to a Party
12 декабря 2011 года группа была объявлена в составе группы на New Metal Metal и Hardcore fest 2012, которая состоялся 20-22 апреля в Palladium в Вустере, штат Массачусетс. [ 22 декабря 2011 года группа была объявлена в рамках шестинедельного тура Chelsea Grin «Sick Tour» вместе с другими группами, For The Fallen Dreams, Chunk! No, Captain Chunk! !, Vanna, Volumes и The Crimson Armada.
24 марта 2012 года вокалисту группы Фронзаку во второй раз было отказано во въезде в Канаду из-за тяжкого преступления на его записи. Фронзак опубликовал заявление об инциденте, заявив, что может подать заявку на пересмотр через два года.
6 июня 2012 года группа объявила, что басист Крис Комри ушел из группы. Группа выпустила заявление, описав уход как личный выбор, сделанный Комри, и что они все ещё были в хороших отношениях. 8 сентября 2012 года группа объявила, что приняла бывшего гитариста For the Fallen Dreams Калана Блема своим новым басистом.
13 сентября 2012 года группа объявила о своем хэдлайнерском туре «Party With the Devil», в котором выступают группы Make Me Famous, Issues, Ice Nine Kills и Adestria, с 26 октября во Флориде и до 15 ноября в Вашингтоне

### About That Life и другие проекты (2013—2014)
4 января 2013 года Attila была объявлена для участия в Warped Tour 2013 с 16 июня по 11 июля 2013 года.
3 февраля 2013 года было объявлено, что группа закончила писать продолжение Outlawed и начала работать студии. Группа заявила, что этот альбом будет самым «тяжелым» и «сумасшедшим» альбомом, который они когда-либо делали. 25 февраля 2013 года группа загрузила свое собственное видео «Harlem Shake».
20 апреля 2013 года Attila выпустила первый сингл с альбома «Middle Fingers Up» и сообщила, что новый альбом, озаглавленный About That Life, будет выпущен 25 июня 2013 года. 24 мая 2013 года Attila объединился с Spotify и Revolver и выпустила заглавный трек с альбома «About That Life».
1 августа 2013 года группа анонсировала хэдлайн-тур «About That Life» с поддержкой в виде Upon a Burning Body, The Plot in You и Fit for a King. 11 декабря 2013 года было объявлено, что фронтмен Крис Фронзак отправится в студию в следующем месяце, чтобы начать запись своего предстоящего хип-хоп альбома. Позже той же ночью на Warped Roadies Fuse было объявлено, что Attila будет играть в Warped Tour 2014 с другими группами Tear Out the Heart, Mayday Parade, Protomen и Plague Vendor.
13 декабря 2013 года группа объявила «The New King’s Tour» с другими группами: I See Stars, Capture the Crown, Ice Nine Kills, Myka, Relocate и ARTISANS, начиная с 31 января 2014 года. 18 декабря 2013 года группа была объявлена в поддержку «Self Help Festival» A Day to Remember 22 марта 2014 года в Сан-Бернардино, штат Калифорния.
22 июля 2014 года группа представила Machine Gun Kelly в APMA, где он исполнил песню «See My Tears» с Кливлендским молодёжным оркестром.
18 августа 2014 года было объявлено, что группа выступит хедлайнером Monster Outbreak Tour 2014, с Crown the Empire, Like Moths to Flames и Sworn In. Тур должен был начаться 14 ноября в Форт-Лодердейле и закончиться 14 декабря в Массачусетсе. 5 сентября они были объявлены в качестве поддержки для тура Black Veil Brides по Великобритании с коллегой по поддержке Fearless Vampire Killers, который начнется 3 октября в Кардиффе, Великобритания, и закончится 17 октября в Лидсе, Великобритания.

### Guilty Pleasureи уход Нейта Саламе (2014—2016)
6 октября 2014 года группа представила свой новый альбом Guilty Pleasure, который должен был быть выпущен 24 ноября. Фронзак назвал альбом самым тяжелым из написанных им . 20 октября 2014 года группа выпустила первый сингл с альбома «Proving Grounds».
22 октября Alternative Press сообщила, что гитарист Нейт Саламе покинул группу. Когда его спросили о решении, Саламе сказал, что хочет сосредоточиться на жизни без наркотиков и алкоголя.
8 ноября 2014 года группа выпустила второй сингл альбома «Horsepig», в котором Фронзак заявил, что это "одна из моих любимых песен, которые я когда-либо писал ". Группа сыграла 26-дневный тур в поддержка альбома «The Guilty Pleasure Tour», который стартовал в Лодердейле, штат Флорида, 11 ноября и закончился 14 декабря в Бостоне, штат Массачусетс.
Аттила отыграл весь Vans Warped Tour 2015 на главной сцене.
Хороня общеизвестную вражду с Falling in Reverse, фронтмен Ронни Радке, Fronzak и остальные участники Attila объявили о совместном туре с Falling in Reverse, который называется Supervillains Tour при поддержке Metro Station и Assuming We Survive. Тур был сыгран в конце 2015 года.
Attila провела европейское турне с Hollywood Undead, начиная с марта 2016 года

### Подписание контракта с SharpTone Records иChaos,Villain(2016-н.в)
24 июня 2016 года Attila объявила о подписании контракта с SharpTone Records, новым лейблом, соучредителем которого являются генеральный директор Nuclear Blast Маркус Стейгер и Шон Кит. «Мы ДЕЙСТВИТЕЛЬНО рады сообщить, что официально подписали контракт с SharpTone!» поделился фронтмен Аттилы Фронзак. «Мы находимся на удивительном этапе нашей карьеры, и мы знаем, что у этих ребят есть сила, которая нам нужна, чтобы вывести вещи на новый уровень».
Chaos был выпущен 4 ноября 2016 года.
1 января 2017 года Шон Хинан объявил, что покидает группу. Позже группа выпустила собственное заявление относительно его отъезда, сославшись на то, что причины вращались вокруг ощущения, что пришло время «внести изменения, чтобы улучшить наш ритм-раздел».
22 марта 2017 года стало известно, что Аттила будет участвовать в Vans Warped Tour 2017 года. 31 октября 2017 года Attila выпустили свой сингл «Three 6» на Youtube.
13 февраля 2018 года Аттила объявила, что они больше не подписаны с SharpTone Records.
7 июля 2018 года вышел новый веб-сингл «Pizza». Музыкальное видео для сингла было загружено на канал группы на YouTube 12 июля.
22 февраля 2019 года Аттила выпустила альбом под названием Villain. В этот же день выпустили клип на песню Villain
25 февраля выпустили клип на песню Toxic
26 февраля выпустили клип на песню Bad Habits
Группа объявила о совместном туре с All That Remains,Escape The Fate,Sleep Signals, который начнется 28 февраля в Рединге, Пенсильвания и закончится 6 апреля в Дестине, Флорида.
В апреле группа объявила о своем первом туре в ЮАР. Который пройдет 14 июня в Йоханнесбурге, 15 июня в Кейптауне и 16 июня в Претории.
В мае группа объявила о Villain UK/EU Tour 2019 с поддержкой в виде Veil of Maya и Sylar, который начнется 16 ноября в Бирмингеме,Великобритания и закончится 16 декабря в Лиссабоне, Португалия.
В июне группа объявила о своем участии на Rage Fest вместе с Crown The Empire, Veil of Maya,Gideon,Hawk и Life Right Now. Rage Fest 2019 начнется 26 июля в Сакраменто,Калифорния и закончится 25 августа в Сан-Диего,Калифорния.Также группа объявила о туре по Украине и России, который начнется 7 ноября в Киеве и закончится 14 ноября в Москве.
1 июля группа выпустила клип на песню Subhuman
В июне 2020 года барабанщик Брайан МакКлюр был уволен из группы после нескольких обвинений в изнасиловании и сексуальных домогательствах. Фронз будет играть на барабанах и петь, а группа на будущее останется трио.

## Участники
Нынешний состав
- Крис «Фронз»/«Фронзилла» Фронзак — ведущий вокал (2005-настоящее время)
- Крис Линк — соло-гитара (2008-настоящее время), ритм-гитара (2014—2021)
- Калан Блем — бас-гитара, бэк-вокал (2012-настоящее время)
- Уолтер Адамс — ритм-гитара, иногда бэк-вокал (2021-настоящее время)
- Тайлер Крукмайер — ударные (2021-настоящее время)

Бывшие участники
- Мэтт Бут — соло-гитара (2005—2007)
- Крис Уилсон — ритм-гитара (2005—2008)
- Сэм Хэлкомб — бас-гитара (2005—2008)
- Пол Оллинджер — бас-гитара (2008—2010)
- Крис Комри — бас-гитара, бэк-вокал (2010—2012)
- Нэйт Саламе — ритм-гитара (2008—2014)
- Шон Хинан — ударные (2005—2017)
- Брайан МакКлюр — ударные (2017—2020)

### Сторонние проекты
Калан Блэм
15 сентября 2014 года Блэм анонсировал свой инструментальный сайд-проект Frozen Forest и выпустил «Blue Eyes», третью песню после релизов «Dreamer» и «Work».

### Интересные факты
В фильме 2016 «Любой ценой» («Hell or High Water») в зелёной машине Dodge Challenger въезжающей на АЗС играет песня «Hate Me».

## Дискография
| Год  | Альбом                | Лейбл                  | Позиции в чартах | Позиции в чартах | Позиции в чартах | Позиции в чартах | Позиции в чартах |
| Год  | Альбом                | Лейбл                  | US Top 200       | US Indie         | US Hard Rock     | US Rock          | US Heat          |
| ---- | --------------------- | ---------------------- | ---------------- | ---------------- | ---------------- | ---------------- | ---------------- |
| 2007 | Fallacy               | саморелиз              | —                | —                | —                | —                | —                |
| 2008 | Soundtrack to a Party | Statik Factory Records | —                | —                | —                | —                | —                |
| 2010 | Rage                  | Artery Recordings      | —                | —                | —                | —                | 15               |
| 2011 | Outlawed              | Artery Recordings      | 87               | 7                | 8                | 19               | —                |
| 2013 | About That Life       | Artery Recordings      | 22               | 5                | 4                | 5                | —                |
| 2014 | Guilty Pleasure       | Artery Recordings      | —                | —                | —                | —                | —                |
| 2016 | Chaos                 | Sharptone Records      | 30               | —                | 2                | 3                | —                |
| 2019 | Villain               | саморелиз              | —                | —                | —                | —                | —                |
| 2021 | Closure               | саморелиз              | —                | —                | —                | —                | —                |